# کالفردیک
کالفردیک (به هلندی: Kalverdijk) یک منطقهٔ مسکونی در هلند است که در Schagen واقع شده‌است. کالفردیک ۲۲۷ نفر جمعیت دارد.